# Anthyllis lemanniana
Anthyllis lemanniana — вид рослин з родини бобові (Fabaceae), ендемік Мадейри.

## Опис
Це невелика багаторічна рослина висотою 15–40(45) см з рожевими, червоними і кремовими квітами. Стебла від лежачих до висхідних, деревні на основі, розгалужені. Листя — 5–6 пар еліптичних листочків довжиною до 20 мм і шириною 6 мм, сірувато-зелених, гладких зверху й запушених знизу. Квіти — в щільних головах, 5–20 квіток, діаметром 20–35 мм; чашечка блідо-жовта. Плоди — боби, 4.5–5.5 мм завдовжки.

## Поширення
Ендемік Мадейри (о. Мадейра, між Серра-де-Агуа, Піку-Руіву та Пікоу-ду-Ар'єору).
Є рідкісною рослиною, що виростає серед каменів.

## Загрози та охорона
Основна загроза — зміна клімату й пожежі. Подальшими потенційними загрозами є збір рослин та природні катастрофи, такі як обвал.
Anthyllis lemanniana перераховано в Додатку II Директиви про природне середовище та в додатку I до Конвенції про охорону європейської дикої природи та природних середовищ існування (Бернська конвенція). Його місце проживання знаходиться під захистом в Природному парку Мадейри.